# Alenka Kejžar
Alenka Kejžar (* 15. Februar 1979 in Kranj) ist eine ehemalige slowenische Schwimmerin. Sie erschwamm bei Weltmeisterschaften je eine Silber- und Bronzemedaille auf der 25-Meter-Bahn. Bei Europameisterschaften gewann sie einmal Silber und einmal Bronze auf der 50-Meter-Bahn und einmal Gold, viermal Silber und sechsmal Bronze auf der 25-Meter-Bahn.

## Sportliche Karriere
Die 1,77 Meter große Alenka Kejžar startete für PK Radovljica.
Ihre internationale Karriere begann bei den Mittelmeerspielen 1993 in der Region Languedoc-Roussillon. Kejžar belegte den sechsten Platz über 100 Meter Brust. Über 200 Meter Brust schlug sie als Dritte an mit 0,27 Sekunden Rückstand auf die zweitplatzierte Französin Nadège Cliton. Bei den Olympischen Spielen 1996 in Atlanta schied Kejžar sowohl über 200 Meter Brust als auch über 200 Meter Lagen im Vorlauf aus. Ende 1996 bei den Kurzbahneuropameisterschaften in Rostock gewann sie drei Medaillen. Über 100 Meter Rücken wurde sie Dritte hinter der Deutschen Antje Buschschulte und der Tschechin Kateřina Pivoňková, über 200 Meter Rücken siegte Pivoňková vor Buschschulte und Kejžar. Auf der 200-Meter-Brustdistanz schließlich gewann die Polin Alicja Pęczak vor Kejžar und der Deutschen Anne Poleska.
1999 bei der Universiade in Palma de Mallorca erreichte Kejžar über 200 Meter Brust und über 200 Meter Lagen jeweils den siebten Platz. Bei den Europameisterschaften in Istanbul wurde sie Achte über 200 Meter Lagen. Im März 2000 bei den Kurzbahnweltmeisterschaften in Athen erschwamm Kejžar über 100 Meter Lagen die Bronzemedaille hinter der Slowakin Martina Moravcová und der Kanadierin Marianne Limpert. Über 200 Meter Lagen schlug Kejžar als Fünfte an. Bei den Europameisterschaften in Helsinki im Juli erreichte sie kein Finale und auch bei den  Olympischen Spielen in Sydney schied sie im Vorlauf über 200 Meter Lagen aus.
Im Juli 2001 bei den Weltmeisterschaften in Fukuoka auf allen drei Rückenstrecken und über 200 Meter Lagen an, schied aber jeweils im Vorlauf aus. Im Dezember 2001 bei den Kurzbahneuropameisterschaften in Antwerpen erschwamm Kejžar drei Medaillen. Über 100 Meter Lagen wurde sie Zweite hinter Martina Moravcová. Über 200 Meter und über 400 Meter Lagen schlug sie jeweils als Dritte hinter der Ukrainerin Jana Klotschkowa und der Deutschen Nicole Hetzer an, wobei einmal die Ukrainerin und einmal die Deutsche gewann.
Im April 2002 bei den Kurzbahnweltmeisterschaften in Moskau wurde Kejžar über 100 Meter und über 200 Meter Lagen jeweils Vierte. Über 400 Meter Lagen erhielt sie die Silbermedaille hinter Jana Klotschkowa. Im Sommer bei den Europameisterschaften in Berlin wurde Kejžar Siebte über 200 Meter Rücken. Über 200 Meter Lagen erschwamm sie die Bronzemedaille hinter Jana Klotschkowa und der Belarussin Hanna Schtscherba. Im Dezember 2002 bei den Kurzbahneuropameisterschaften in Riesa wurde Kejžar über 200 Meter Lagen Zweite hinter Klotschkowa aber vor Schtscherba. Über 100 Meter Lagen wurde die Slowenin Dritte wie auch über 400 Meter Lagen.
Im Juli 2003 bei den Weltmeisterschaften in Barcelona erreichte Kejžar sowohl über 200 Meter Lagen als auch über 200 Meter Rücken das Halbfinale. Im Dezember bei den Kurzbahneuropameisterschaften in Dublin siegte sie über 200 Meter Lagen vor Schtscherba. Über 100 Meter Lagen wurde sie Zweite hinter der Britin Alison Sheppard. Über 200 Meter Rücken schlug Kejžar als Fünfte an. Im Mai 2004 bei den Europameisterschaften in Madrid erreichte Kejžar nur das Finale über 200 Meter Brust und gewann die Silbermedaille mit zweieinhalb Sekunden Rückstand auf Mirna Jukić aus Österreich und sechs Hundertstelsekunden Vorsprung vor der drittplatzierten Russin Jelena Bogomasowa. Bei den Olympischen Spielen in Athen schwamm Kejžar sowohl über 200 Meter Brust als auch über 200 Meter Lagen die 18. Vorlaufzeit.
Alenkas Schwester Nataša Kejžar nahm ebenfalls an olympischen Schwimmwettbewerben teil.